# Ferdinand Krůta
Ferdinand Krůta (6. května 1920 Praha – 1. června 1992 Praha) byl český herec.

## Život
Jeho matka  byla jednou z prvních filmových hereček v Rakousko-Uhersku. Během německé okupace Čech, Moravy a Slezska a po 2. světové válce hrál v Malostranské besedě. V roce 1949 působil v oblastním divadle v Kolíně, v letech 1949 až 1955 ve Vesnickém divadle. Od roku 1955 do roku 1960 v divadle D 34 a od roku 1960 do roku 1985, kdy odešel do důchodu, v Divadle E. F. Buriana.

## Filmografie
Působil v 70 českých filmech, např. ve filmech:
- Hudba z Marsu (role: rekreační referent)
- Král Šumavy (role: strážmistr SNB Lojzík Hromádka)
- Ostře sledované vlaky (role: fotograf Noneman)
- Skřivánci na niti (role: Kudla, bývalý holič)
- Čest a sláva (role: hostinský Jouza)